# Južné Rakytovské sedlo
Južné Rakytovské sedlo (1295 m) je horské sedlo v hřebeni Velké Fatry, na jihozápadním úpatí hory Rakytov. Nachází se přibližně 4 km severně od obce Liptovské Revúce a vede jím dálková magistrála z vrcholu Ploská do Ružomberka. Leží v Národním parku Velká Fatra.

## Poloha
Sedlo se nachází v centrální části pohoří Velká Fatra, v geomorfologickém podcelku Hôľná Fatra, v turčanské větvi hlavního hřebene. Leží v Žilinském kraji v okrese Ružomberok a vede jím hranice katastrálních území obcí Liptovské Revúce a Ľubochňa. Severovýchodní část sedla tvoří úpatí hory Rakytov (1567 m), jihozápadní část svah bezejmenného a výškově nevýrazného vrchu. Na jihu se sedlo svažuje do údolí Veľká Rakytová, jímž odtéká přebytečná voda z této části hřebene do řeky Revúce. Opačným směrem se na severozápadě nachází větev Ľubochnianské doliny, která odvádí vodu do potoka Ľubochnianky. Nejbližšími sídly jsou asi 4 km na jih ležící Liptovské Revúce a přibližně 6 km na východ ležící Liptovská Osada.

## Přístup
- po  značkované magistrále:
  - ze severovýchodu z Ružomberku přes Skalnou Alpu a Rakytov
  - z jihozápadu od Ploské přes Minčol
- po  značce z Liptovské Osady přes Teplou dolinu a Severné Rakytovské sedlo[1]